# Gare de Neuville-sur-Saône
Pour les articles homonymes, voir Gare de Neuville.
La gare de Neuville-sur-Saône est une ancienne gare française, située sur la ligne de Lyon-Croix-Rousse à Trévoux, mise en service en 1882 et aujourd'hui abandonnée.
Jusqu'à la fermeture de la ligne au trafic voyageurs en 1938, la gare de Neuville était l'une des plus importantes de la ligne, avec ses deux voies à quai et son embranchement marchandises. Certains trains étaient limités au trajet Lyon - Neuville. La gare étant proche du centre-ville, les Neuvillois empruntaient volontiers la « Galoche » pour se rendre à la Croix-Rousse, ou, par changement à Sathonay, aux Brotteaux. Aujourd'hui, ils doivent se rendre à la gare d'Albigny-Neuville, située de l'autre côté de la Saône, et nombreux sont ceux qui préfèrent le bus ou la voiture. 
Le service du fret a été maintenu jusqu'à une date récente, du moins en transit pour la desserte de la zone industrielle Lyon-nord, au moyen d'un embranchement situé à un kilomètre de la gare. Ce trafic a été progressivement réduit à un aller-retour par semaine avant d'être définitivement supprimé au printemps 2012. 
La voie et les installations sont actuellement à l'abandon. Le bâtiment voyageurs a été vendu. La cour de la gare sert de parking municipal.
La réouverture de la ligne pour la desserte voyageurs, au moins entre Neuville et Sathonay, où la correspondance serait assurée vers la Part-Dieu par les trains de la ligne de Bourg, est à l'étude. Cependant les obstacles sont nombreux, notamment le coût de la remise à niveau nécessaire de la voie et des équipements.